# توني كينغ (مسير أعمال)
توني كينغ (بالإنجليزية: Tony King)‏ هو مسير أعمال أسترالي، ولد في 21 مارس 1964.